# Toccata (Chatsjatoerjan)
Toccata (Russisch: Токката для фортепиано • Tokkata) is  een compositie van Aram Chatsjatoerjan. Hij schreef het werk als onderdeel van een driedelige suite voor piano; de twee volgende delen (Wals-capriccio en Dans) werden “vergeten”  
De componist schreef het werk tijdens zijn opleiding bij Nikolaj Mjaskovski aan het Conservatorium van Moskou. Chatsjatoerjan zou het vijf minuten durende werkje op één avond geschreven hebben en de volgende dagen werd het uitgevoerd. Zoals destijds populair was in de Sovjet-Unie en ook als zodanig aangemoedigd door officiële instanties is de muziek een mengeling van de Russische School (invloed Mjaskovski) en Armeense volksmuziek. Het werk staat bol van tempowisselingen. Na krachtige akkoorden in de aanduiding Allegro marcantissimo volgt een vloeiend Vivace con brio, dat overgaat in een rustig en zangerig Andante espressivo. Het leidt naar een coda, dat teruggrijpt op het zangerige. Doorheen het gehele werk zijn herhaalde motieven te horen.
Anders dan de Sonatine en Sonate van de componist, die slechts weinig zijn vastgelegd, is dit werk door talloze pianisten opgenomen waaronder Shura Cherkassky en Felicja Blumental. Ook degene die het werk onder druk als eerste moest uitvoeren Lev Oborin nam het op.